# Saint-Hilaire (Isèra)
Saint-Hilaire és un municipi francès situat al departament de la Isèra i a la regió d'Alvèrnia-Roine-Alps. L'any 2007 tenia 1.624 habitants.

## Demografia

### Població
El 2007 la població de fet de Saint-Hilaire era de 1.624 persones. Hi havia 564 famílies de les quals 207 eren unipersonals (125 homes vivint sols i 82 dones vivint soles), 122 parelles sense fills, 180 parelles amb fills i 55 famílies monoparentals amb fills.
La població ha evolucionat segons el següent gràfic:
Habitants censats

### Habitatges
El 2007 hi havia 808 habitatges, 574 eren l'habitatge principal de la família, 116 eren segones residències i 118 estaven desocupats. 351 eren cases i 433 eren apartaments. Dels 574 habitatges principals, 245 estaven ocupats pels seus propietaris, 323 estaven llogats i ocupats pels llogaters i 6 estaven cedits a títol gratuït; 45 tenien una cambra, 86 en tenien dues, 127 en tenien tres, 119 en tenien quatre i 196 en tenien cinc o més. 385 habitatges disposaven pel capbaix d'una plaça de pàrquing. A 261 habitatges hi havia un automòbil i a 235 n'hi havia dos o més.

### Piràmide de població
La piràmide de població per edats i sexe el 2009 era:
| Homes | Edats   | Dones |
| ----- | ------- | ----- |
| 0     | 95 o +  | 0     |
| 0     | 90 a 94 | 0     |
| 0     | 85 a 89 | 4     |
| 0     | 80 a 84 | 4     |
| 4     | 75 a 79 | 12    |
| 8     | 70 a 74 | 8     |
| 16    | 65 a 69 | 16    |
| 16    | 60 a 64 | 16    |
| 28    | 55 a 59 | 20    |
| 52    | 50 a 54 | 40    |
| 36    | 45 a 49 | 72    |
| 64    | 40 a 44 | 48    |
| 60    | 35 a 39 | 60    |
| 56    | 30 a 34 | 56    |
| 60    | 25 a 29 | 72    |
| 28    | 20 a 24 | 16    |
| 48    | 15 a 19 | 44    |
| 56    | 10 a 14 | 48    |
| 40    | 5 a 9   | 44    |
| 32    | 0 a 4   | 40    |

## Economia
El 2007 la població en edat de treballar era de 1.077 persones, 784 eren actives i 293 eren inactives. De les 784 persones actives 710 estaven ocupades (371 homes i 339 dones) i 74 estaven aturades (47 homes i 27 dones). De les 293 persones inactives 79 estaven jubilades, 76 estaven estudiant i 138 estaven classificades com a «altres inactius».

### Ingressos
El 2009 a Saint-Hilaire hi havia 549 unitats fiscals que integraven 1.346,5 persones, la mediana anual d'ingressos fiscals per persona era de 19.661 €.

### Activitats econòmiques
Dels 48 establiments que hi havia el 2007, 1 era d'una empresa alimentària, 2 d'empreses de fabricació d'altres productes industrials, 3 d'empreses de construcció, 9 d'empreses de comerç i reparació d'automòbils, 3 d'empreses de transport, 12 d'empreses d'hostatgeria i restauració, 1 d'una empresa d'informació i comunicació, 1 d'una empresa immobiliària, 12 d'entitats de l'administració pública i 4 d'empreses classificades com a «altres activitats de serveis».
Dels 12 establiments de servei als particulars que hi havia el 2009, 1 era una oficina de correu, 1 taller de reparació d'automòbils i de material agrícola, 2 fusteries, 1 lampisteria, 1 perruqueria i 6 restaurants.
Dels 4 establiments comercials que hi havia el 2009, 1 era una botiga de més de 120 m², 1 una fleca, 1 una llibreria i 1 una botiga de material esportiu.
L'any 2000 a Saint-Hilaire hi havia 3 explotacions agrícoles.

## Equipaments sanitaris i escolars
El 2009 hi havia 3 hospitals de tractaments de mitja durada (seguiment i rehabilitació), 1 centre de salut i 1 farmàcia.
El 2009 hi havia 1 escola maternal i 1 escola elemental.

## Poblacions més properes
El següent diagrama mostra les poblacions més properes.